# گماسا (مراکش)
گماسا (به فرانسوی: Gmassa) یک منطقهٔ مسکونی در مراکش است که در استان شیشاوه واقع شده‌است. گماسا ۹٬۲۸۰ نفر جمعیت دارد.